# IC 4998
IC 4998 = PGC 64546? ist eine Balken-Spiralgalaxie vom Hubble-Typ SBc im Sternbild Schütze. Sie ist schätzungsweise 300 Millionen Lichtjahre von der Milchstraße entfernt.
Das Objekt wurde am 11. September 1897 möglicherweise von Lewis Swift entdeckt.